# Nesvady
Nesvady és un poble i municipi d'Eslovàquia que es troba a la regió de Nitra, al sud-oest del país. La primera menció escrita de la vila es remunta al 1269.

## Demografia
| Godina             | 1994 | 2004   | 2014 | 2024   |
| ------------------ | ---- | ------ | ---- | ------ |
| Nombre de persones | 5113 | 5000   | 5100 | 4963   |
| Diferència         |      | −2,21% | +2%  | −2,68% |

| Godina             | 2023 | 2024   |
| ------------------ | ---- | ------ |
| Nombre de persones | 4974 | 4963   |
| Diferència         |      | −0,22% |

## Viles agermanades
Nesvady està agermanada amb tres viles hongareses:
- Felsőszentiván, Hongria
- Nagyigmánd, Hongria
- Malý Kereš, Hongria